# Barry Morgan

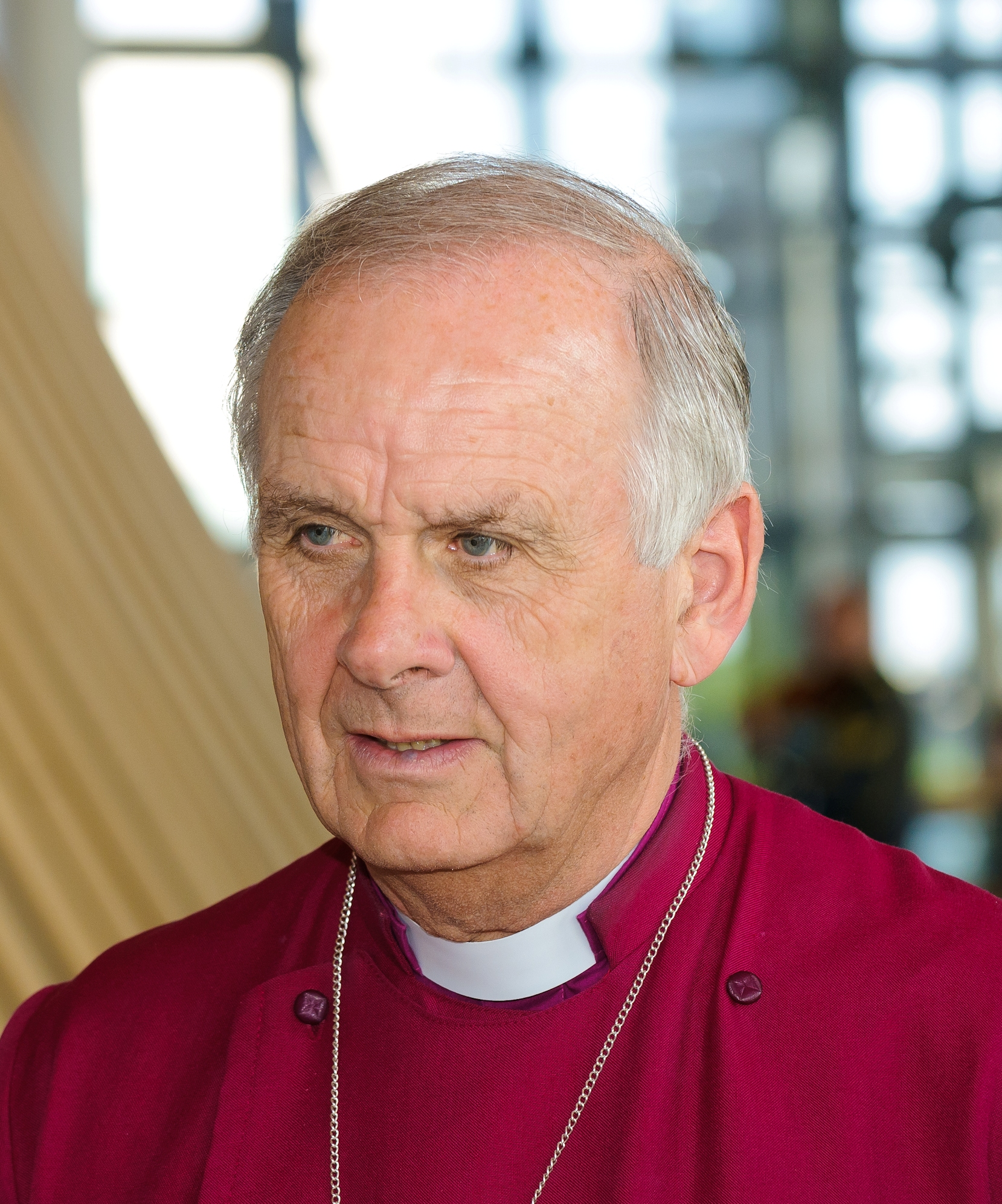

Barry Cennydd Morgan (* 31. Januar 1947 in Neath) war von 2003 bis 2017 Erzbischof von Wales und somit Oberhaupt der Church in Wales.
Morgan studierte am University College London und Selwyn College, Cambridge. Nach seiner Ordination im Jahr 1973 wurde er Pfarrer und später Dozent für Theologie. Bevor er 1999 Bischof von Llandaff wurde, war seit 1993 Bischof von Bangor. Seit 2006 ist er Pro-Kanzler der Universität von Wales.
Im September 2006 stellte er sich gegen Pläne der britischen Regierung für die Erneuerung der Trident-Nuklear-Raketen-System. Im Dezember 2007 rügte Morgan den „fundamentalist atheism“ als Phänomen der Dechristianisierung im öffentlichen Leben, dass Weihnachten als „Winterval“ bezeichnet wird, in Krankenhäusern christliche Symbole aus ihren Kapellen entfernt werden und Schulen den Kindern das Senden von Weihnachtskarten nicht erlauben. Aus Altersgründen legte er am 31. Januar 2017 seine Ämter als Erzbischof von Wales und Bischof von Llandaff nieder.